# Live After Death
| Críticas profissionais | Críticas profissionais |
| Avaliações da crítica  | Avaliações da crítica  |
| Fonte                  | Avaliação              |
| ---------------------- | ---------------------- |
| allmusic               | link                   |

Live After Death é um álbum ao vivo da banda inglesa de heavy metal Iron Maiden. Foi lançado em 14 de outubro de 1985, como um registro da turnê mundial World Slavery Tour.
As primeiras 13 faixas (12 músicas mais a introdução) foram gravadas no Long Beach Arena, em Long Beach, Califórnia, entre os dias 14 e 17 de Março de 1985. As últimas 5 músicas foram gravadas antes, no Hammersmith Odeon (agora conhecido como Hammersmith Apollo) em Londres, nos dias 8, 9, 10 e 12 de Outubro de 1984. Na versão original, lançada em LP duplo, as músicas gravadas em Long Beach estão nos três primeiros lados, enquanto as gravadas em Londres ("Wrathchild", "Children of the Damned", "22 Acacia Avenue", "Die With Your Boots On" e "Phantom of the Opera") estão no lado quatro.
A primeira versão em CD deste álbum (lançada em Dezembro de 1985) inclui tudo o que os primeiros três lados do LP continham. O quarto lado do LP não foi incluído devido a problemas de capacidade. Também a música "Running Free" foi encurtada de 8:16 do vinil para aproximadamente 3:16 no CD, eliminando a interação do vocalista Bruce Dickinson com o público. Um fã de música experiente pode até mesmo dizer onde houve o corte na faixa. A versão remasterizada de 1998 não possui cortes, incluindo um segundo CD com as faixas que foram excluídas na edição anterior.
O vídeo Live After Death também foi gravado na Long Beach Arena, mas em uma noite diferente. Ele contém um concerto inteiro e termina com a música "Sanctuary", que não está em nenhuma versão lançada (CD e LP) do álbum.

## Arte da capa
A arte da capa foi, como de costume na época, desenhada por Derek Riggs, com a imagem do mascote da banda, Eddie the Head, saindo de uma tumba em que está escrita uma frase do autor americano de ficção H.P. Lovecraft.

## Faixas

### Faixas do álbum
| N.º            | Título                            | Duração |  |
| 1.             | "Intro: Churchill's Speech"       | 0:49    |  |
| 2.             | "Aces High"                       | 5:29    |  |
| 3.             | "2 Minutes to Midnight"           | 6:06    |  |
| 4.             | "The Trooper"                     | 4:29    |  |
| 5.             | "Revelations"                     | 6:11    |  |
| 6.             | "Flight of Icarus"                | 3:49    |  |
| 7.             | "The Rime of the Ancient Mariner" | 13:12   |  |
| 8.             | "Powerslave"                      | 7:34    |  |
| 9.             | "The Number of the Beast"         | 4:37    |  |
| 10.            | "Hallowed be Thy Name"            | 7:30    |  |
| 11.            | "Iron Maiden"                     | 4:21    |  |
| 12.            | "Run to the Hills"                | 3:53    |  |
| 13.            | "Running Free"                    | 3:24    |  |
| Duração total: | Duração total:                    | 75:29   |  |

A introdução antes da faixa Aces High é uma frase de Winston Churchill, dita na Câmara dos Comuns em 4 de Junho de 1940, durante os ataques da Alemanha nazista na Segunda Guerra Mundial:
"We shall go on to the end, we shall fight in France, we shall fight on the seas and oceans, we shall fight with growing confidence and growing strength in the air, we shall defend our Island, whatever the cost may be, we shall fight on the beaches, we shall fight on the landing grounds, we shall fight in the fields and in the streets, we shall fight in the hills; we shall never surrender!

### Faixas Bônus (relançamento  de 1998)
| N.º            | Título                   | Duração |  |
| 14.            | "Wrathchild"             | 3:07    |  |
| 15.            | "22 Acacia Avenue"       | 6:19    |  |
| 16.            | "Children of the Damned" | 4:34    |  |
| 17.            | "Die With Your Boots On" | 5:15    |  |
| 18.            | "Phantom of the Opera"   | 7:24    |  |
| Duração total: | Duração total:           | 26:34   |  |

### Disco bônus (relançamento  de 1995)
| N.º | Título                      | Duração |  |
| 1.  | "Losfer Words (Big 'Orra)"  |         |  |
| 2.  | "Sanctuary"                 |         |  |
| 3.  | "Murders in the Rue Morgue" |         |  |

### Faixas do DVD
1. "Churchill Speech"/"Aces High" (Harris)
2. "2 Minutes to Midnight" (Smith, Dickinson)
3. "The Trooper" (Harris)
4. "Revelations" (Dickinson)
5. "Flight of Icarus" (Smith, Dickinson)
6. "Rime of the Ancient Mariner" (Harris)
7. "Powerslave" (Dickinson)
8. "The Number of the Beast" (Harris)
9. "Hallowed Be Thy Name" (Harris)
10. "Iron Maiden" (Harris)
11. "Run to the Hills" (Harris)
12. "Running Free" (Harris, Di'Anno)
13. "Sanctuary" (Harris, Dave Murray, Di'Anno)

### DVD - disco 2
1. "History of Iron Maiden – Part 2 – Live After Death" (60 mins)
2. Behind the Iron Curtain (57 mins aprox)
3. Rock in Rio '85 (50 mins aprox)
4. 'Ello Texas (15 mins)
5. Galeria de capas, programação da turnê, lista de shows e galeria de fotos
6. Videoclipes promocionais de "Aces High" e "2 Minutes to Midnight"

## Integrantes
- Bruce Dickinson - vocalista principal, guitarra na canção "Revelations"
- Dave Murray - guitarra
- Adrian Smith - guitarra, vocal
- Steve Harris - baixo, vocal
- Nicko McBrain - bateria

## Certificações
Áudio
| País           | Certificação | Vendidos  |
| -------------- | ------------ | --------- |
| Áustria        | Ouro         | 25,000    |
| Canada         | 2× Platina   | 200.000   |
| Estados Unidos | Platina      | 1,000,000 |
| Reino Unido    | Ouro         | 100,000   |
| Suécia         | Ouro         | 50,000    |

VHS
| País           | Certificação | Vendidos |
| -------------- | ------------ | -------- |
| Canada         | 2× Platina   | 20.000   |
| Estados Unidos | Platina      | 100,000  |

DVD
| País           | Certificação | Vendidos |
| -------------- | ------------ | -------- |
| Alemanha       | Ouro         | 25,000   |
| Argentina      | Platina      | 8,00     |
| Austrália      | Ouro         | 17,500   |
| Estados Unidos | Ouro         | 100,000  |
| Finlândia      | Ouro         | 6,83     |
| Reino Unido    | Platina      | 25,000   |